# Московский меморандум (1997)

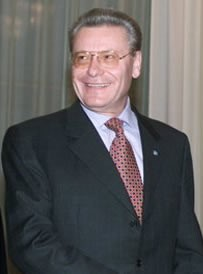
Президент Молдовы Пётр Лучинский

Московский Меморандум 1997 года, также известный как Меморандум Примакова (по фамилии министра иностранных дел России Евгения Примакова) — соглашение, регулирующее отношения между Молдовой и Приднестровьем.
В переводе с оригинального текста на русском языке полное официальное название документа — Меморандум о принципах нормализации отношений между Республикой Молдова и Приднестровьем.
Историческая важность меморандума заключалась в необходимости нормализации обстановки между Тирасполем и Кишинёвом после войны 1992 года в Приднестровье.
Он был подписан в Москве 8 мая 1997 года президентом Молдовы Петром Лучинским и президентом Приднестровья Игорем Смирновым при посредничестве Российской Федерации, Украины и Нильса Хельвега Петерсена от имени миссии Организации по безопасности и сотрудничеству в Европе в Молдове.

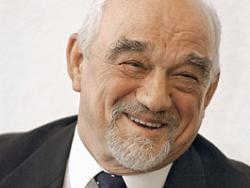
Президент непризнанной ПМР Игорь Смирнов

В соответствии с последним пунктом меморандума отношения между Республикой Молдова и Приднестровьем будут развиваться в рамках общего государства, в границах Молдавской ССР. Российская Федерация и Украина заявили о своей готовности стать гарантами соблюдения статуса Приднестровья, а также положений Меморандума. Кишинёв и Тирасполь решили поддержать установление правовых и государственных отношений: согласование взаимных решений, в том числе в отношении разграничения и делегирования прерогатив, обеспечение взаимной безопасности, участие Приднестровья в процессе осуществления внешней политики Республики Молдова. Меморандум также дал Приднестровью право самостоятельно осуществлять внешнеэкономическую деятельность, хотя позднее положения Меморандума имели различные правовые и политические толкования в Кишинёве и Тирасполе.
Стороны подтвердили прекращение огня в 1992 году и потребовали, чтобы Россия, Украина и ОБСЕ продолжили свои посреднические усилия. Обе стороны согласились, что Приднестровье будет иметь право в одностороннем порядке устанавливать и поддерживать международные контакты в экономической, научно-технической и культурной сферах.